# Пацифея
Пацифе́я (Pomarea) — рід горобцеподібних птахів родини монархових (Monarchidae). Представники цього роду мешкають на островах Полінезії. Пацифеї досягають довжини 14–19 см і важать 22–40 г. Їм притаманний статевий диморфізм.

## Види
Виділяють дев'ять видів, включно з трьома вимерлими:
- Пацифея раротонзька (Pomarea dimidiata)
- Пацифея таїтянська (Pomarea nigra)
- Пацифея маркізька (Pomarea mendozae)
- Пацифея атолова (Pomarea mira)[5][6]
- Пацифея уагуцька (Pomarea iphis)
- Пацифея фатугінська (Pomarea whitneyi)
- †Пацифея маупітійська (Pomarea maupitiensis)[7][6]
- †Пацифея полінезійська (Pomarea nukuhivae)[8][6]
- †Пацифея ейаоська (Pomarea fluxa)[9][6]

## Збереження
Три види пацифей перебувають на межі зникнення, один вид знаходиться під загрозою зникнення і два види вважаються вразливими. Пацифеям загрожують інтродуковані хижаки, зокрема щури.